# Ian Raymond Ball
Ian Raymond Ball (13 de juny de 1941 - 26 de gener de 2000) va ser un zoòleg anglès especialitzat en triclàdides d'aigua dolça.
Ball es va llicenciar en zoologia i botànica a la Universitat de Liverpool l'any 1962. Fins a l'any 1964, va treballar d'oficial/naturalista al museu Letchworth, Hertfordshire, i va dur a terme diferents estudis d'invertebrats d'aigua dolça, incloent les planàries. Des de l'any 1964 fins a l'any 1966 Ball va ocupar una posició d'oficial de recerca al Huntington Research Centre, on va estudiar l'efecte de les drogues i pesticides sobre mamífers, peixos i invertebrats aquàtics. Entre els anys 1966 i 1967 va exercir d'oficial experimental assistent al Water Pollution Laboratory de Stevenage duent a terme investigacions sobre els efectes letals i subletals de contaminants sobre peixos i sobre els estudis biològiques de rius contaminats.
Entre els anys 1967 i 1971 Ball va realitzar el doctorat en biologia a la Universitat de Waterloo, Ontario, Canadà. Va centrar la seva tesi en la sistemàtica i biogeografia dels turbel·laris d'aigua dolça. Aquest treball, publicat l'any 1974, ha tingut una gran influència sobre els científics que investiguen la taxonomia, filogènia i biogeografia dels triclàdides.
Ball va continuar la recerca en turbel·laris fent el postdoctorat al National Museum of Natural Sciences d'Ottawa de l'any 1971 a l'any 1972. Entre els anys 1973 i 1975 va ser de curador assistent al Museu Reial d'Ontario de Toronto. De l'any 1968 fins a l'any 1976 Ball va publicar quasi 30 articles científics relacionats amb la taxonomia i biogeografia dels turbel·laris, sobretot de triclàdides.
L'any 1976 va fer de lector de zoologia especial a la Universitat d'Amsterdam de la que en va acabar fent de professor des de l'any 1980 fins a l'any 1985. El mes de setembre de 1985 va marxar a la Universitat de Newfoundland a Saint John's (Terranova i Labrador), Canadà, per a exercir de professor de biologia i de cap del departament de biologia. L'any 1992 va iniciar la que va ser la seva última activitat professional, esdevenint professor al departament de zoologia de la Universitat de West Indies, Kingston, Jamaica.
Ian R. Ball en total va publicar uns 70 articles científics.